# Liga Nacional de Clubes de bádminton (España)
La Liga Nacional de Clubes de bádminton es una competición por equipos que se disputa en España desde 1987.

## Composición
La liga española consta de tres niveles:
1. División de Honor, actualmente TOP10 Iberdrola. Participan los 10 mejores clubes de España.
2. Primera Nacional. Participan 36 clubes en tres divisiones de 12 equipos cada una: Oro, Plata y Bronce.
3. Segunda Territorial. Se compone de dos fases, la primera, denominada Ligas Territoriales Reconocidas, y la segunda, Fase Final de Segunda División - Ascenso a Primera Nacional.

## División de Honor
Hasta la temporada 2004/2005, los cuatro primeros de cada grupo accedían a una eliminación directa por el título, que comenzaba en la ronda de cuartos de final, y dónde se cruzaban con los clasificados del otro grupo. Desde entonces y hasta la temporada 2014/2015, el formato cambió de tal forma que participan 12 equipos divididos en dos grupos de 6. Cada equipo jugaba un total de 10 partidos en la fase regular, debiéndose enfrentar a todos los demás equipos de su mismo grupo a doble vuelta. 
A partir de la temporada 2015/2016 el formato pasó a ser de un único cuadro de 8 equipos (top 8), que juegan liga a doble vuelta. Se eliminaron los cuartos y semifinales por el ascenso y descenso, de tal forma que los dos primeros juegan la final, el último clasificado desciende matemáticamente y el penúltimo disputa una eliminatoria con el subcampeón de Primera Nacional, en caso de ser retado por este a un único encuentro, actuando como local el equipo retador.

## Primera División
La Primera División es la categoría de plata en el bádminton en España y en ella participan 12 clubes. El primer clasificado consigue el ascenso a la División de Honor, mientras que el segundo clasificado tiene la opción de retar al séptimo clasificado de División de Honor. Los 12 participantes son los dos últimos en División de Honor el año anterior (en caso de que el séptimo pierda el reto ante el subcampeón de Primera División), los ocho equipos clasificados la temporada anterior entre los puestos tercero y décimo, y los cuatro primeros equipos de la Fase Final de Ascensos y Descensos. Esta la pueden disputar los equipos situados en 11.ª y 12.ª posición.